# Marie-Françoise Clergeau
Marie-Françoise Clergeau, née le 2 mai 1948 à Nantes (Loire-Atlantique), est une femme politique française. Membre du Parti socialiste (PS), elle est députée de la 2e circonscription de la Loire-Atlantique de 1997 à 2017.

## Biographie
Adjointe au maire de Nantes de 1989 à 2012, puis simple conseillère municipale de 2012 à 2014, elle est élue pour la première fois à l'Assemblée nationale pour la XIe législature (1997-2002), en battant Élisabeth Hubert, ancienne ministre de la Santé d'Alain Juppé, dans la 2e circonscription de la Loire-Atlantique. Elle est réélue de justesse députée, avec 324 voix d'avance, le 16 juin 2002, une élection qu'elle gagne face à François Pinte (d) (UMP). Elle est réélue pour un troisième mandat consécutif au second tour des élections législatives, le 17 juin 2007, toujours face à François Pinte, avec 54.76 % des suffrages. Puis de nouveau réélue pour un quatrième mandat face à Laurence Garnier (UMP), au second tour des élections législatives, le 17 juin 2012 avec 62.22 % des suffrages.
Membre du groupe socialiste, elle devient questeure de l’Assemblée le 27 juin 2012 puis première questeure le 22 juillet 2016 après la démission de Bernard Roman
Elle ne se représente pas pour les élections législatives de juin 2017.
Elle est la mère de trois enfants dont deux filles et un fils, Christophe Clergeau, vice-président socialiste du Conseil régional des Pays de la Loire jusqu'en 2015 et chef de file de l'opposition dans cette assemblée depuis cette date, député européen à partir de juin 2023.

## Synthèse des mandats

### À l'Assemblée nationale
- 12 juin 1997 - 20 juin 2017 : députée de la 2e circonscription de la Loire-Atlantique

### Au niveau local
- De mars 1989 à septembre 2012 : adjointe au maire de Nantes (Loire-Atlantique)
- 1er janvier 2001 - juin 2012 : vice-présidente de la Communauté urbaine de Nantes Métropole
- De septembre 2012 à mars 2014 : conseillère municipale de Nantes.

## Décoration
- Chevalière de la Légion d'honneur (31 décembre 2017)[réf. souhaitée]